# Пругасти опосум
Пругасти опосум (лат. Caluromysiops irrupta) врста је сисара из породице опосума (Didelphidae) и истоименог реда Didelphimorphia, који живи у западном делу Јужне Америке.

## Опис
Препознатљив је по широкој црној прузи која се пружа од рамена до предњих ногу. Има сив реп, који према крајевима прелази у белу боју, а са доње стране није покривен длаком. Дужина пругастог опосума је 21—26 центиметара, а дужина репа 22—31 центиметар. Тешки су 200—600 грама.
Ноћу у крошњама тражи храну, плодове и ларве инсеката. Трудноћа женке пругастог опосума траје 13—14 дана и она коти два младунца.

## Распрострањење
Ареал врсте је ограничен на мањи број држава. 
Присутна је у следећим државама: Перу, Бразил и Колумбија. Присуство у Боливији није потврђено.

## Станиште
Станишта врсте су шуме и бамбусове шуме.

## Угроженост
Ова врста је наведена као последња брига, јер има широко распрострањење и честа је врста.